# Umanism secular
Umanismul secular este o filozofie seculară care susține rațiunea, morala și justiția, respingând în mod explicit ritualurile și ceremoniile ca mijloc de a afirma poziția față de viață. Termenul a fost consacrat în secolul al XX-lea pentru a se distinge clar de umanismul religios, sintagma dând astfel naștere unui retronim. Un sinonim poate mai puțin agresiv este umanism științific, pe care entomologul Edward O. Wilson l-a denumit „singurul weltanschauung compatibil cu cunoștințele crescânde ale științei despre lumea reală și legile naturii”.
Deși postulează că ființele umane sunt capabile de a fi etice și morale și fără religie sau vreun zeu, nu presupune că oamenii sunt inerent răi sau că ar avea o bunătate înnăscută și nici nu prezintă oamenii ca fiind „mai presus de natură” sau superiori ei. Mai degrabă, filozofia umanistă de viață subliniază responsabilitatea unică ce privește umanitatea și consecințele etice ale deciziilor omenești. La baza conceptului de umanism secular stă ideea că orice ideologie – fie ea religioasă sau politică – ar trebui examinată cu atenție de fiecare individ și nu acceptată sau respinsă pe baza credinței. O altă caracteristică esențială este continua căutare a adevărului prin știință și filozofie.
Uniunea Etică și Umanistă Internațională (IHEU) este o uniune ce conține peste 100 de organizații raționale, nereligioase, atee, seculare, etic-culturale, Bright, liber cugetătoare, în peste 40 de țări. „Omul vesel” este simbolul oficial al IHEU, fiind recunoscut în mod universal ca simbol al celor care se numesc umaniști. Organizațiile umaniste seculare se găsesc în toate părțile lumii. Se estimează că cei care se numesc umaniști se găsesc în număr de patru până la cinci milioane de oameni în lume.

## Istorie
Utilizarea istorică a termenului umanism (reflectată în utilizarea academică actuală) este legată de scrierile filosofilor pre-socratici. Aceste scrieri au fost rătăcite în rândul  societăților europene până ce cărturarii renascentiști le-au redescoperit prin intermediul surselor musulmane și le-au tradus din limba arabă în limbi europene. Termenul „umanist” poate însemna cărturar umanist, la fel de bine poate să se refere la intelectualii din perioada Iluminismului/ Renașterii, iar cei care sunt în acord cu filosofii pre-socratici se disting de umaniștii seculari. 

### Rădăcinile clasice
Umanismul secular își află originile în China confucianistă, în mișcarea materialistă Carvaka din India antică și în autorii, artiștii și poeții Greciei și Romei din antichitate. Proveniența sa poate fi identificată în filozofia greacă timpurie, mai ales în eforturile de a dezvolta o perspectivă teoretică, filozofică și științifică cu privire la natură, în accentul pus pe raționalitate și în convingerea că o viață bună poate fi atinsă prin exercițiul puterilor umane și prin împlinirea naturii umane. Protagoras reprezintă un exemplu de umanist prin credința sa că „omul este măsura tuturor lucrurilor”. Totuși, trăsături umaniste apar și la alți filozofi greci: la sofiști, care au atacat moralitatea convențională și au căutat noi standarde etice; ca și la Socrate și Platon, care au respins miturile homerice și au încercat să întemeieze morala pe investigația rațională.
Etica nicomahică aristoteliană a fost luată ca model pentru etica umanistă, căci susține o viață definită prin înțelepciunea practică, împlinirea virtuții și a excelenței, precum și prin atingerea bunăstării. Și filozofia romană a exprimat valori umaniste, mai ales în cazul epicurismului (Epicur și Lucrețiu), stoicismului (Epictet și Marc Aureliu) și scepticismului (Carneades, Pyrrho și Sextus Empiricus).
Umanismul a intrat într-un con de umbră în Evul Mediu Întunecat, când credința a dominat cultura occidentală, iar ființele umane au căutat în zadar, în afara lor, o zeitate care să le izbăvească. Umanismul a reapărut odată cu redescoperirea și traducerea, de către filozoful islamic Averroes, a lucrărilor lui Aristotel în secolul al XII-lea, precum și odată cu răspândirea acestora în Europa în perioada medievală.

### Umanismul secular modern
Umanismul a început să înflorească din nou, ca mișcare literară și filozofică, în vremea Renașterii, începută în secolul al XIV-lea, când s-a înregistrat o deplasare a atenției dinspre Biblie înspre virtuțile clasice păgâne, laolaltă cu un efort de a seculariza morala. Scriitorii au insistat asupra faptului că viața bună și fericirea sunt posibile și că plăcerile pământești trebuie cultivate, nu condamnate. Giannozzo Manetti, Marsilio Ficino și Giovanni Pico della Mirandola s-au numărat printre filozofii umaniști. Au pus accentul pe demnitatea ființei umane, pe libertatea acesteia și pe nevoia de toleranță. Olandezul Desiderius Erasmus a reprezentat o figură de marcă a umanismului datorită apărării toleranței religioase.
Apariția științei moderne în secolele al XVI-lea și al XVII-lea a făcut posibilă conturarea unei identități ușor de recunoscut pentru umanismul secular. Mulți gânditori au permis formularea acestei perspective. De pildă, Michel de Montaigne a adoptat atât valori umaniste, cât și sceptice. Baruch Spinoza, o punte între perspectivele medievale și moderne, a apărat spiritul liber cugetător, a respins revelația biblică ca sursă a moralei, a pavat calea pentru noua știință a naturii și a încercat naturalizarea religiei identificându-l pe Dumnezeu cu natura.
Prima acțiune majoră de protest ce poate fi identificată cu ceea ce am numi astăzi umanismul secular a constat în apărarea libertății de a cerceta înaintea cenzurii ecleziastice și politice. În parte din acest motiv, umanismul secular și atitudinea liber cugetătoare sunt strâns legate una de cealaltă în lumea modernă. Soarta lui Giordano Bruno, ars pe rug, și a lui Galileo Galilei, umilit și condamnat la domiciliu forțat pentru că a pus la îndoială vederile tradiționale privind cosmosul, rămân momente definitorii ale pledoariei umaniste pentru libertate.
Dezvoltarea metodei științifice și aplicarea sa la domeniul naturii au adus o influență intelectuală decisivă asupra gândirii umaniste. Umaniștii doreau să folosească rațiunea (în cazul lui René Descartes) sau experiența (în cazul lui Francis Bacon, John Locke și David Hume) pentru a explica procesele naturale și a descoperi legi cauzale. Aceasta a însemnat că recursul la revelația și la tradiția religioasă a fost considerat nelegitim ca sursă de cunoaștere.
Revoluția științifică a început cu dezvoltarea impresionantă a fizicii, astronomiei și filozofiei naturale. Iluminismul, sau Epoca Rațiunii, rămâne o dovadă a eforturilor umaniste de a extinde metodele rațiunii și ale științei la studiul societății și al ființei umane. În secolele al XVIII-lea și al XIX-lea a devenit comună credința că, odată cu răspândirea rațiunii, științei și educației, ființele umane ar putea fi eliberate de superstiție și ar putea construi o lume mai bună. Gânditori de tipul lui Condorcet au înfățișat un plan progresiv de dezvoltare a umanității. Deiștii au criticat clericalismul, au respins apelul la revelația biblică și au încercat să pună bazele unei religii a naturii și a rațiunii. Printre figurile cele mai semnificative se numără Voltaire, Denis Diderot și baronul D'Holbach. Tot în epoca modernă, revoluțiile democratice au proclamat „libertatea”, „egalitatea” și „fraternitatea”, anunțând prioritatea „vieții, libertății și căutării fericirii”. Umaniștii au apărat idealul libertății împotriva guvernelor opresive sau bisericii, au insistat asupra tolerării punctelor de vedere contrare și au cultivat credința în dreptul la libertatea de conștiință și de dezacord. Utilitariștii, printre care Jeremy Bentham, James Mill și John Stuart Mill, au continuat aceste tendințe în secolul al XIX-lea, evaluând legile în funcție de efectele lor asupra binelui comun.

### Secularismul
Împreună cu dezvoltarea umanismului s-au dezvoltat și ideile seculariste. Lumea modernă a asistat la generalizarea secularizării vieții. Mai întâi, aceasta a însemnat că moralitatea putea fi eliberată de autoritatea religioasă. Valorile și idealurile rațiunii, libertății, fericirii și dreptății sociale au luat locul virtuților credinței, speranței și carității – ca și locul unui sentiment exagerat al păcatului. În al doilea rând, secularizarea a presupus efortul de a limita controlul ecleziastic asupra diverselor instituții din societate și mai ales asupra statului, școlilor și economiei. Teama de o biserică de stat a condus la principiul separației între stat și biserică, întruchipat de Întâiul Amendament la Constituția SUA. Aceasta din urmă își derivă autoritatea din „Noi,  poporul”, nu de la  Dumnezeu. Thomas Jefferson, Thomas Paine, Benjamin Franklin, James Madison și alți lideri ai Revoluției Americane au fost puternic influențați de idealuri seculariste și umaniste.

### Umanismul secular contemporan
În secolele al XIX-lea și al XX-lea un număr tot mai ridicat de gânditori (Karl Marx, Sigmund Freud, Albert Camus, Bertrand Russell, John Dewey, George Santayana, Alfred J. Ayer și Sidney Hook) și de mișcări (marxismul, existențialismul, pragmatismul, naturalismul, pozitivismul, behaviorismul, libertarianismul și altele) au pretins o afiliere la umanism. Forme de umanism auto-definite ca religioase au proliferat de asemenea, mai ales în secolul al XX-lea. Termenul „umanism” este considerat înnobilant, așa că puțini gânditori se arată doritori să-l respingă fără drept de apel. Filozoful catolic Jacques Maritain s-a referit la „umanismul creștin” ca la preocuparea pentru ameliorarea condiției umane pe pământ și a susținut că acesta reprezintă forma cea mai autentică de umanism. Unitarianismul universalist-liberal intră în aceeași categorie. Umanismul religios a introdus o distincție între „religie” și calitățile așa-zis „religioase” ale experienței, alegând să insiste asupra celor din urmă. Adepții săi l-au considerat pe „Dumnezeu” nu o entitate care există independent, ci expresia umană a idealurilor celor mai înalte (Dewey) sau ale „preocupărilor noastre ultime” (Paul  Tillich). Asemenea încercări de redefinire au fost, în genere, non-teiste.
În societatea contemporană, umanismul secular a fost considerat, de criticii ca și de susținătorii săi, drept o poziție ce poate fi distinsă în mod clar de orice formulare religioasă. Fundamentaliștii religioși din Statele Unite au purtat o campanie împotriva umanismului secular, pretinzând că reprezintă o „religie” rivală și încercând să îl elimine din viața publică americană. Umanismul secular se declară manifest non-religios. Reprezintă o eupraxsofie („bună înțelepciune practică”) care-și extrage principiile de bază și valorile morale din știință, etică și filozofie.
La finele secolului al XX-lea, în perioada în care Ioan Paul al II-lea a ocupat poziție de papă, a fost abandonată agenda reformistă a celui de-al doilea Conciliu al Vaticanului (Vatican II, 1962–1965), care exprimase multe valori umaniste. La începutul secolului al XXI-lea, Papa Benedict al XVI-lea a respins „secularismul” și „relativismul”, considerându-le ca având o natură pur subiectivă. O opoziție puternică față de secularism a arătat și Islamul, mulți dintre adepții căruia au considerat legea islamică (Șaria) ca fiind întemeiată direct pe Coran. Extremiștii musulmani au apărat teocrația mai degrabă decât democrația și au amenințat chiar cu jihadul pe susținătorii unei perspective seculare și ai libertății de conștiință. Urmându-l pe Heidegger, mulți filosofi postmoderni francezi au respins umanismul la rândul lor, laolaltă cu ideea că știința poate fi obiectivă, ori că știința și tehnologia pot oferi bazele unei filozofii sau ideologii a emancipării. Merită menționat, însă, că alți gânditori francezi au păstrat poziții 
opuse. Jean-Paul Sartre a argumentat că existențialismul reprezintă o formă de umanism; Simone de Beauvoir a construit o apărare emancipatoare a drepturilor femeilor cu rădăcini adânci în principiile umaniste. Umaniștii seculariști contemporani s-au arătat foarte critici la adresa postmodernismului datorită respingerii, de către cel din urmă, a modernismului, pentru pesimismul său și pentru nihilismul manifestat în privința viitorului umanității.

## Umaniști seculari
- Douglas Adams
- Susan B. Anthony
- Isaac Asimov
- Rowan Atkinson
- Margaret Atwood
- Björk
- Niels Bohr
- Johannes Brahms
- Noam Chomsky
- Arthur C. Clarke
- George Clooney
- Auguste Comte
- Confucius
- Aaron Copland
- Daniel Dennett
- John Dewey
- Umberto Eco
- Albert Einstein
- Colin Farrell
- Joseph Fourier
- Sigmund Freud
- Rebecca Goldstein
- Aldous Huxley
- Doris Lessing
- Sinclair Lewis
- Catherine Lim
- John Malkovich
- Ewan McGregor
- Jim Morrison
- Joyce Carol Oates
- Robert Oppenheimer
- Ellen Page
- Linus Pauling
- Brad Pitt
- Natalie Portman
- Terry Pratchett
- Gene Roddenberry
- Joseph Rotblat
- Bertrand Russell
- Carl Sagan
- Andrei Saharov
- Edward Said
- Antoine de Saint-Exupéry
- Jean-Paul Sartre
- Albert Schweitzer
- George Takei
- Andrei Tarkovski
- Nikola Tesla
- Lars von Trier
- Alan Turing
- Mark Twain
- Peter Ustinov
- Kurt Vonnegut
- Alice Walker
- Walt Whitman
- Frank Zappa